# サシャ・ギトリ
サシャ・ギトリ（Sacha Guitry、本名:Alexandre Georges-Pierre Guitry, 1885年2月21日 - 1957年7月24日）はフランスを代表する劇作家、映画監督。ロシア語で、サーシャ（ロシア語: Саша）は「アレクサンドル（ロシア語: Александр）」の略称。作家主義の映画監督たちはマルセル・パニョルと同様、この「国民的映画監督」の「作家性」を認め、再評価した。

## 略歴
俳優であった父親のリュシアン・ギトリがサンクトペテルブルクの劇団で活動していた当時に生まれた。5歳で父親の舞台にあがり、17歳の時にはじめての戯曲を執筆。生涯で120本以上の戯曲を執筆、30本以上の映画を監督した。
1931年にレジオンドヌール勲章を授与されている。生涯で5度結婚した。
1957年、フランス、パリにて死去。

## フィルモグラフィ
- Pasteur (1935年)
- Bonne Chance (1935年)
- Le Nouveau Testament (1936年)
- とらんぷ譚 Le Roman d'un tricheur (1936年)
- Mon père avait raison (1936年)
- 夢を見ましょう Faisons un rêve (1936年)
- Le Mot de Cambronne (1937年)
- Désiré (1937年)
- Les Perles de la Couronne (1937年)
- Quadrille (1938年)
- Remontons les Champs-Élysées (1938年)
- Ils étaient neuf célibataires (1939年)
- Le Destin fabuleux de Désirée Clary (1941年)
- ジャンヌ・ダルクからフィリップ・ペタンへ De Jeanne d'Arc à Philippe Pétain (1943年) (シネクラブ上映)
- Donne-moi tes yeux (1943年)
- La Malibran (1944年)
- Le Comédien (1947年)
- びっこの悪魔 Le Diable boiteux (1948年) (シネクラブ上映)
- Aux deux colombes (1949年)
- Toâ (1949年)
- Tu m'as sauvé la vie (1950年)
- Le Trésor de Cantenac (1950年)
- Deburau (1951年)
- 毒薬 La Poison (1951年)
- Je l'ai été trois fois (1952年)
- La Vie d'un honnête homme (1953年)
- ヴェルサイユ語りなば Si Versailles m'était conté (1953年) (映画祭上映)
- パリ語りなば Si Paris nous était conté (1955年) (映画祭上映)
- ナポレオン Napoléon (1955年)
- 殺人者と泥棒 Assassins et voleurs (1957年) (映画祭上映)
- Les Trois font la paire (1957年)